# Max-Savi Carmel
Max-Savi Carmel, né le 16 juillet 1979 au Bénin, est un journaliste d’investigation spécialiste du Togo. 

## Biographie

### Formation
Après une formation dans des séminaires catholiques au Bénin et en France, il mène des études de philosophie, de Lettres modernes et de Communication. Il obtient en 2013 un Master de journalisme à l’École supérieure de journalisme de Paris (ESJ) et en 2021 un Diplôme Universitaire (DU).

### Carrière
Il crée en 2002 le journal Tribune d’Afrique, basé au Bénin, un journal d’investigation destiné aux pays francophones de l’Afrique de l’Ouest.
Il s’installe au Togo en 2003.
À la suite d'une enquête sur la Cour pénale internationale (CPI) et le Togo, Tribune d’Afrique suspendu en août 2010. Il reprend en 2011 et est définitivement suspendu en octobre 2012,,,. En difficulté, Max Savi Carmel s’installe provisoirement en France en 2012.
Retourné au Togo, en septembre 2014, il fonde le media en ligne Afrika Express, un media centré sur l’information au Togo. Dès son ouverture et avant la présidentielle togolaise du 25 avril 2015, le media est victime de nouvelles attaques juridiques et le site internet est brutalement fermé, dans une période où la liberté de presse baisse fortement au Togo .
Installé en France plus durablement depuis 2014, il voyage comme grand reporter dans le monde entier. Il collabore à de nombreux media dont La Lettre du Continent ou en:New African. Il couvre des élections en Afrique.
Il crée en France le media Afrika Stratégies France en 2018. Dans le cadre de ce media dont il est le rédacteur en chef, il forme des journalistes dans plusieurs pays africains. Il publie des enquêtes sur la politique au Bénin entre 2018 et 2022 sous la présidence de Patrice Talon. En raison de ses articles, il subit une interdiction de séjour dans son pays, le Bénin, à partir de 2022.
Spécialisé dans le catholicisme, à partir de 2020, il collabore aux media Aleteia (France), cathobel.be (Belgique), Dimanche (Belgique) et cath.ch, la vitrine de l’Église catholique en Suisse. Il interviewe de nombreux évêques et cardinaux et suit activement la politique du Vatican,.

### Autres activités
En 2020, Max-Savi Carmel est directeur de la communication du candidat de la coalition Dynamique Monseigneur Kpodzro (DMK)(Philippe Kpodzro) et principal candidat de l’opposition togolaise, Agbéyomé Kodjo, lors de l’élection présidentielle togolaise de 2020, .
En 2023-2024, il crée avec quelques togolais une micronation, la Principauté des Baobabs, située sur le territoire togolais, à 40 km de Lomé, sur la route reliant les villes de Tsévié à Kévé, au sud du Togo. Le 29 août 2024, à Aného, la principauté et Max-Savi Carmel mènent un projet de sensibilisation au glaucome, maladie génétique menant souvent à la cécité et très répandue en Afrique. 1 500 personnes sont testées et la micronation met en place un fonds alimenté par des donateurs pour financer le traitement de personnes malades et de peu de revenu au Togo,,.

## Publications
- Max-Savi Carmel (sous le pseudonyme de Roger Justino), Togo, de l’état voyou à l’état de droit : la république menacée !, Lomé, Afrika Forza Éditions (Cotonou), 2006, 82 p.
- Max-Savi Carmel (sous le pseudonyme de Roger Justino), Togo : la face cachée du processus politique : étude approfondie de l’Accord politique global et les perspectives de réconciliation, Lomé, Afrika Forza Éditions (Cotonou), 2007, 104 p.[22]